# Davit Sziradze
Davit Sziradze (grúzul: დავით სირაძე; Tbiliszi, 1981. október 21. –) egykori profi grúz válogatott labdarúgó, aki csatárként játszott.

## Pályafutása

### Klubcsapatokban
Sziradze a Szovjetunióban, Tbilisziben született. 2001-ben a Lokomotivi Tbiliszi játékosaként indult a karrierje. 2003-ban külföldre igazolt, először az Union Berlin, majd Eintracht Trier csatára lett. 2005-ben rövid időre visszatért a Lokomotivi Tbiliszibe, de aztán újra Németországban az Erzgebirge Auét és a Paderbornt választotta. 2008 februárjában elhagyta a Paderborn 07-et, és 2008 márciusában kölcsönbe igazolt az orosz Szpartak-Nalcsik csapatához. A Paderborn együttesét 2009 januárjában hagyta el véglegesen, és az orosz együttesnél töltött 5 év alatt 124 bajnoki mérkőzésen 15 gólt szerzett. Az aktív labdarúgó pályafutása végéhez közeledve 2014-ben ismét grúz csapathoz került: a Szioni Bolnisziban játszott. Utolsó együttese a moldáv Dacia Chișinău volt 2015-ben.

### A válogatottban
Sziradze a grúz U21-es labdarúgó-válogatott tagja volt. A felnőtt válogatottban 2004. február 18-án mutatkozott be a Románia elleni barátságos mérkőzésen. 2004 és 2011 között 28 meccsen 8 gólt szerzett. A grúz labdarúgó-válogatott egyik legjobb góllövőjeként tartják számon.